# كلار شازال

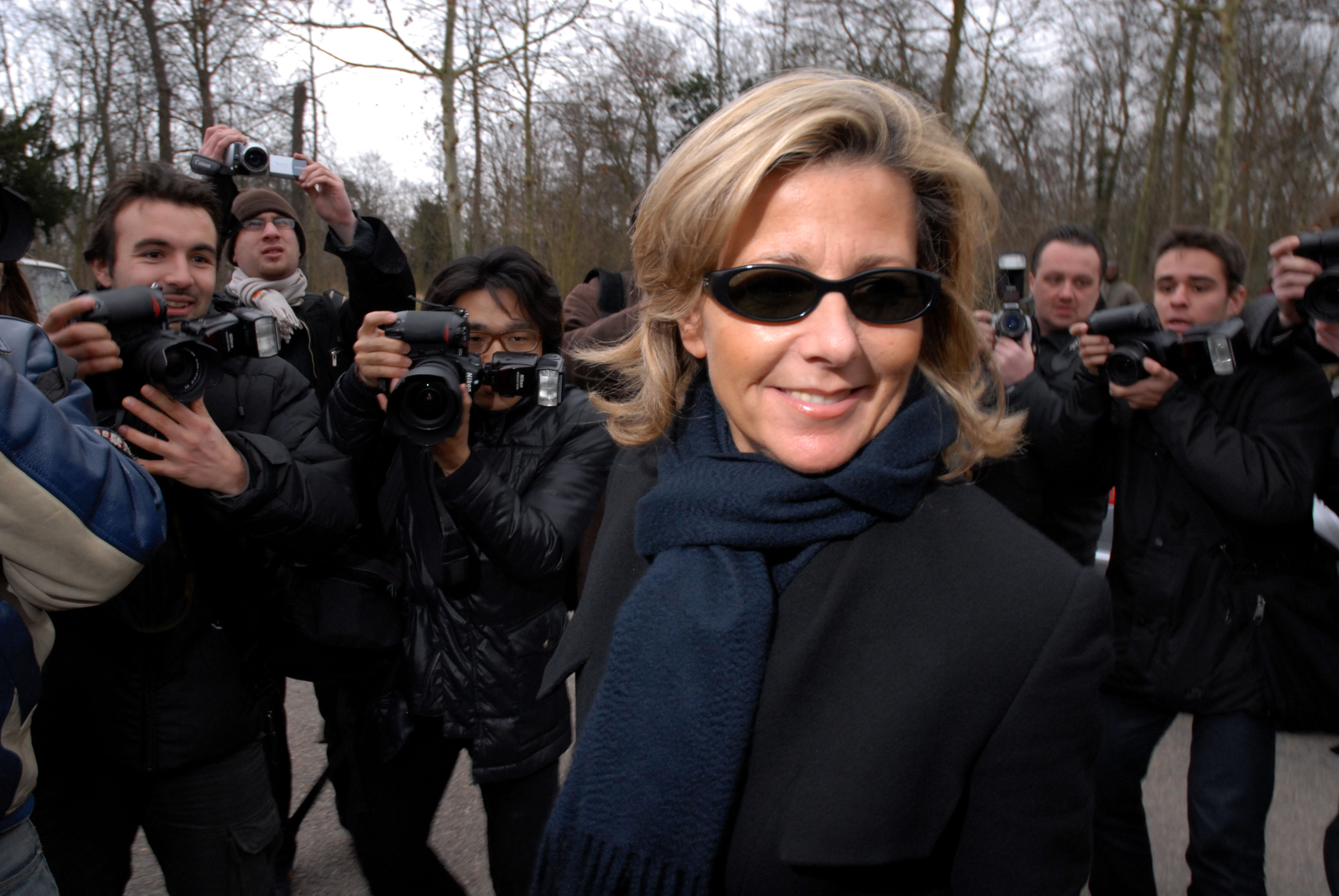
كلار شازال محاطة بالمصورين.

كلار شازال (بالفرنسية: Claire Chazal) ولدت في 1 ديسمبر 1956 في تيار (بوي دي دوم)، هي صحفية فرنسية مشهورة.

بين 1996 و13 سبتمبر 2015، عرفت شازال بتقديمها لأخبار الساعة الثامنة أيام الجمعة ونهاية الأسبوع في قناة تي أف 1 الأكبر والأعرق في فرنسا والغير حكومية وذلك لمدة 24 سنة. قدمت آخر نشرة أخبار لها يوم الأحد 13 سبتمبر 2015 وحققت رقما قياسا في عدد مشاهدي القناة ب10.2 مليون فرنسي.

## السيرة الذاتية

### الطفولة والشباب
ولدت شازال في 1 ديسمبر 1956، من أب ميكانيكي أصبح مدرس، ثم مسؤول عالي من المدرسة الوطنية للإدارة في دائرة المحاسبات، ومن أم معلمة ثم مدرسة مسؤولة في الأدب. قضت كلار شازال طفولتها في مدينتها الأم تيار في أوفرن، ومارست الباليه الكلاسيكي لمدة 15 سنة. أخوها الأكبر فيليب شازال هو رجل يعمل في قطاع التلفزيون وكان على رأس إدارة قناة أرتيو (Arte).
. في عمر 17 سنة، تحصلت على باكالوريا علمية بدرجة جيد. بعد ذلك خرجت بشهادة من معهد الدراسات العليا التجارية في باريس (HEC) في 1978، وذلك قبل أن تتحصل على شهادة الدراسات المعمقة في الاقتصاد من جامعة بانتيون أساس. تقدمت أنذاك للمدرسة الوطنية للإدارة ولكن لم يتم قبولها.

### مراسلة صحفية
في 1980، بدأت شازال مسار صحفي كمراسلة مستقلة لعدة وسائل إعلامية، في قناة أوروبا 1 وصحف لوزين نوفال (L'Usine nouvelle) ولكسبونسيون (L'Expansion)، ثم في 1981، لصحيفة لو كوتيديان دو باريس (Le Quotidien de Paris) لصاحبها فيليب تيسون الذي علمها المهنة. بعد ذلك في 1985 ساهمت في الجزء الاقتصادي في الصحيفة المالية ليزيكو (Les Échos) لصاحبها إميل سيرفون شريبار.

### صحفية في التلفاز والراديو

#### لدى أنتان 2
عينت كلار شازال في 1988، مراسلة كبرى متخصصة في الاقتصاد لدى قناة أنتان 2 (Antenne 2)، وذلك بعد عملها لمدة 7 سنوات في الصحافة المكتوبة. ظهرت لمرات في أخبار أنتان 2، وخاصة عند تقديمها تطورات البورصة مباشرة من قصر برونيار (Palais Brongniart).

في 1989، بدأت بتقديم أخبار 7:30 لقناة أنتان 2 وذلك في برنامج تيليماتان. من سبتمبر 1990 إلى ربيع 1991، وعلى نفس القناة، قدمت يوميا أخبار الليل (بتوقيت متغير يوميا).

في 1991، فازت بجائزة 7 دور (7 d'or) لأفضل مقدم أخبار تلفزيونية.

في ربيع 1991، رئيس قناة تي أف 1، باتريك لو ليه ونائبه إتيان موجوت، أرادا تغيير صورة القناة والتكثيف من الحضور النسائي فيها. وبذلك قاموا بالتعاقد مع شازال وذلك لتقديم نشرة أخبار الساعة 13:00 وكذلك 20:00 لأيام نهاية الأسبوع، وذلك عوض لاديسلا دو هويو، والذي تحول بعد ذلك بسنة لتقديم الصحف.

#### لدى تي أف 1

##### نشرة الأخبار والتحرير
منذ 16 أغسطس 1991، بدأت بتقديم نشرة أخبار الثامنة مساء أيام الجمعة والسبت والأحد، وأخبار 13:00 يومي السبت والأحد.

عينت بعد ذلك رئيسة تحرير الأخبار في تي أف 1 سنة 1997. في 2006، عينت كلار شازال نائبة مدير التحرير الأخبار مكلفة بالتقارير. عدة صحفيين عوضوا شازال أثناء عطلتها الصيفية.

في 7 سبتمبر 2015، أعلنت قناة تي أف 1 رسميا انتهاء تقديم شازال لنشرة أخبار الثامنة لأيام نهاية الأسبوع. تم تعويضها بالصحفية أن كلار كودري ابتداء من 18 سبتمبر 2015. في 13 سبتمبر 2015، وفي نشرت أخبارها الأخيرة في الساعة ال20:00 ليلا، تم بث تقرير إعلامي حول مسيرتها الإعلامية على قناة تي أف 1. في نهاية الأخبار، قامت بشكر المشاهدين والموظفين قائلة: «بقي لي أن أشكركم على إخلاصكم إلي لمدة 24 عاما. كنت سعيدة جدا وفخورة بالتقديم. كنا قد نسجنا ذلك مع بعض، أظن ذلك، وهو رابط قوي جدا وقيم للغاية بالنسبة لي». وأضافت أنه تشعر بحزن كبير للمغادرة.

##### البرامج
منذ أكتوبر 2010، تقدم شازال برنامج ريبورتاج، وهو برنامج لأخبار غرفة تحرير تي أف 1 الخاصة، وذلك كل سبت بعد الساعة 13:00، وكل أحد منذ مايو 2014. بدأت كذلك بتقديم غران ريبورتاج منذ يناير 2015، وكذلك يبث مباشرة بعد أخبار الساعة 13:00 يومي السبت والأحد. كذلك هي مديرة تحرير هذين البرنامجين.

كلار شزال تقدم أيضا السهرات الانتخابية على قناة تي أف 1 (الانتخابات الرئاسية والتشريعية والجهوية والأوروبية والاستفتاءات والبلدية). كان معها أيضا في كل مرة إما باتريك بوافر دارفور ولورونس فيراري وجيل بولو، إلى جانب المحللين والمختصين.

قامت أيضا بعقد لقاءات إعلامية مع رؤساء الجمهورية الفرنسية، في نوفمبر 2010 مع نيكولا ساركوزي بالتشارك مع ميشال دونيزو ودافيد بوجادا وكذلك في يناير 2012 بالتشارك مع لورون دولاهوس. في 14 يوليو 2013، مع لورون دولاهوس قامت بلقاء فرانسوا أولاند، وأيضا في 14 يوليو 2015 مع دافيد بوجادا.

##### مهمات أخرى
كانت كلار شازال على رأس قائمة الاتحاد الفرنسي للعمال المسيحيين (CFTC) في انتخابات مجالس المحاكم في مجلس المحاكم الفرنسية في 3 ديسمبر 2008.

#### لدى بينك تي في
بين 2004 و2007، قدمت كلار شازال برنامج «جو/نو دو كلار» (Je/nous de Claire) وهو برنامج حواري على قناة بينك تي في (Pink TV) والتي ساهمت في تأسيسها في 2004، مع صديقها باسكال هوزلو. في نفس هذه القناة وفي نفس المدة قدمت برنامج «فاس أ بينك» (Face à Pink).

#### في الراديو
منذ سبتمبر 2006، بدأت بتقديم برنامج «لانترفيو دو كلار شازال» (L'interview de Claire Chazal) على راديو كلاسيك، أين تستقبل كل جمعة شخصية التي متصلة بالأخبار الثقافية والفنية.

### النشاط
في مارس 2007، أطلقت مع خمسة صحفيين (تينا كيفر وماري دروكير ولورونس فيراري وبياتريس شونبيرغ ومليسيا توريو عملية «لا روز» أو الوردة (La Rose) مع اليونيسف لمساعدة البنات الصغيرات للوصول للتعليم، بجمعية «الكل للمدرسة» (Toutes à l'école).

### الحياة الثقافية
بين 13 مارس و19 يونيو 2007، تصعد مرة كل أسبوع (الثلاثاء على الساعة 19:00) على مسرح باريس لقراءة ليسي موا (Laissez-moi) لكاتبتها مارسال سوفاجو. وكذلك تقرأ نص لو جورنال دو هيلين (Le Journal d'Helen) في مسرح مونبارناس بين 12 فبراير و22 أبريل 2008 في الساعة 19:00.

### الحياة الخاصة
في 29 أبريل 1995، أنجبت كلار شازال إبنا سمته فرانسوا، وذلك من والده باتريك بوافر دارفور. هذا الأخير يعترف بأن فرانسوا ابنه سنة 2005 في كتابه اعترافات (Confessions).

في مارس 2000، تزوجت شازال تحت أنظار صحافة المشاهير، وذلك مع نائب مدير عام قناة تي أف 1 وهو كزافييه كوتور في بلدية الدائرة السابعة في باريس. إفترق الزوجان في أبريل 2003 وحصل الطلاق في نفس السنة.

بين 2003 و2007، عاشت مع الممثل فيليب توريتون.

بين 2007 و2015، عاشت مع عارض الأزياء ومقدم البرامج أرنو لومار. أعلنت افتراقهما في يونيو 2015.

في 10 أبريل 2015، توفيت والدتها جوزيت في عمر 89 سنة.

## مؤلفاتها
- 1993: بالادور (Balladur)، سيرة ذاتية، مجموعة فلاماريون.
- 1997: المعلمة (L'Institutrice)، رواية، بلون، اقتبست كفيلم تلفزيوني مع كلار بوروترا. في 2000، مجلة فواسي (Voici)، وضعت فخ لعدة محررين وذلك ببعث مخطوطة المعلمة، بعد تغييرها قليلا، وبدون اسم كلار شازال. كلهم وبدون أي استثناء، رفضوا تحرير الرواية، حتى دار نشرها السابقة بلون حيث أنهم لم يتعرفوا عليها. في نفس السنة، تم اقتباس الرواية كفيلم تلفزيوني أخرجه هنري هلمان مع كلار بوروترا كبطلة. تحصل الفيلم التلفزيوني على جائزة 7 دور لأفضل فيلم تلفزيوني.
- 2001: ما هو الجيد في المعاناة؟ (À quoi bon souffrir ?)، رواية، بلون.

### كتب حولها
- 2014: كلار شازال، شغف فرنسي (Claire Chazal, une passion française)، لماري برنار.

## في الأفلام
شاركت كلار شازال في عدة أفلام سينمائية وتلفزيونية بدورها الحقيقي كمقدمة تلفزيونية في أغلبها.

### في السينما
| - 1998: بابارازي للمخرج ألان بربريون: هي نفسها. - 2001: رائع تماما للمخرج غابريال أغيون: متفرجة في عرض. - 2004: الدور الكبير للمخرج ستيف سويسا: هي نفسها. - 2007: غادر بسرعة وعد لاحقا للمخرج روجيس وارنييه: هي نفسها. - 2009: لقد تغير الرمز للمخرج دانيال تومبسون: هي نفسها. - 2011: الفريسة للمخرج إريك فاليت: هي نفسها. | - 2011: جي سي يسوع المسيح للمخرج جوناثان زاكاي: هي نفسها. - 2012: ستار 80 للمخرجين فريديريك فوريستييه وتوما لانغمان: هي نفسها. - 2012: ولكن من الذي أعاد قتل باميلا روز للمخرجين كاد ميراد وأوليفييه بارو: هي نفسها. - 2013: الأطفال للمخرج أنطوني ميرسيانو: هي نفسها. - 2013: الأساتذة للمخرج بيار فرانسوا مارتان لافال: هي نفسها. - 2013: علامة الملائكة التجارية للمخرج سيلفان وايت: هي نفسها. |

### في التلفزيون
- 1995: صانع الحبال، القاضي والشرطي (سلسلة تلفزيونية)، حلقة سيسيل طفلي (Cécile mon enfant).
- فبراير 2007: برنامج ليه ستار سو ديباس بور إيلا على قناة تي أف 1، من أجل جمعية إيلا.
- من يريد أن يكون مليونيرا؟، حلقة خاصة بالجمعيات على قناة تي أف 1، عدة مرات كمرشحة.
- يونيو 2015: لو ديفون على قناة فرنسا 3.

## كتاب مسموع
- عزيزي دييغو، كييلا تعانقك (Cher Diego, Quiela t'embrasse)، إلينا بونياتوسكا، إديسيون ديه فام، مكتبة الأصوات، 2008.

## الموسيقى
- مجموعة الموسيقى ليه موسكليه (Les Musclés) التابعة لبرنامج كلوب دوروتي في قناة تي أف 1، خصص لها أغنية إسمها، كلار شازال (Claire Chazal) في ألبوم لا بومب أتوميك في 1995.
- مجموعة الموسيقى فينومينال كلوب (Phenomenal Club) ذكر إسمها في أغنية إيل إيه فريمون فينومينال (Il est vraiment phénoménal) سنة 1997.

## مقالات ذات صلة
- أنتان 2
- تي أف 1

## روابط خارجية
- كلار شازال على موقع IMDb (الإنجليزية)
- كلار شازال على موقع روتن توميتوز (الإنجليزية)
- كلار شازال على موقع ألو سيني (الفرنسية)
- كلار شازال على موقع قاعدة بيانات الفيلم (الإنجليزية)
- كلار شازال على موقع ليتربوكسد (الإنجليزية)
- كلار شازال على موقع كينوبويسك (الروسية)

- مدونة كلار شازال الرسمية نسخة محفوظة 14 مارس 2018 على موقع واي باك مشين..